# ريتشفورد (فيرمونت)
ريتشفورد (بالإنجليزية: Richford, Vermont)‏ هي بلدة تقع بولاية فيرمونت في الولايات المتحدة. تبلغ مساحتها 112.1 (كم²)، وترتفع عن سطح البحر 286 م، بلغ عدد سكانها 2321 نسمة في عام 2000 حسب إحصاء مكتب تعداد الولايات المتحدة وتصل الكثافة السكانية فيها 20.7 نسمة/كم2.

## أعلام
- نيلسون أ. كيلوغ
- إي. هنري باول

## وصلات خارجية
- The US50 - Cities and Towns in Vermont State
- Vermont Cities and Towns, Facts, Map, Flag, Colleges, Government, and More